# Penelope Heyns

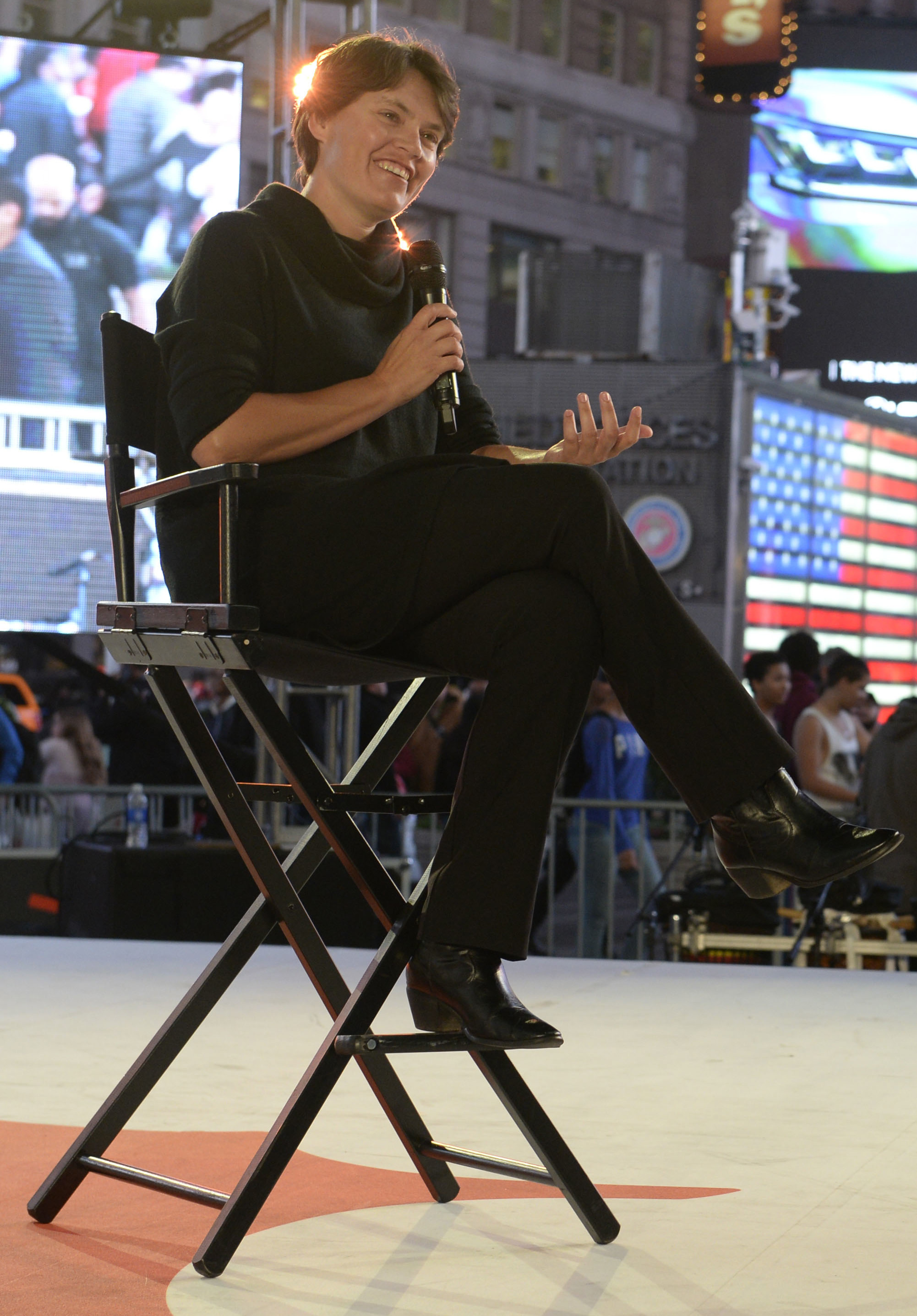
Penelope Heyns 2015

Penelope „Penny“ Heyns (* 8. November 1974 in Springs) ist eine ehemalige südafrikanische Schwimmerin.
Ihren größten Erfolg feierte sie bei den Olympischen Spielen 1996 in Atlanta, als sie als erste Frau sowohl über 100 m als auch über 200 m Brust gewinnen konnte. Außerdem waren dies die ersten Goldmedaillen für Südafrika nach der Wiederzulassung des Landes zu Olympischen Spielen im Jahr 1992. Bei den Olympischen Spielen 2000 in Sydney konnte sie nochmals Bronze über 100 m Brust gewinnen.
In den Jahren 1996 und 1999 wurde sie zur Weltschwimmerin des Jahres gewählt. Im Jahr 2001 erklärte sie ihren Rücktritt vom Schwimmsport. 2007 wurde sie in die Ruhmeshalle des internationalen Schwimmsports aufgenommen.